# Мельник Тарас Анатолійович
Мельник Тарас Анатолійович (9 листопада 1961) — доктор фізико-математичних наук (2002, Київський національний університет імені Тараса Шевченка), кандидат фізико-математичних наук (1989, Московський державний університет), диплом з відзнакою (1983, Львівський державний університет ім. Івана Франка), стипендіат фонду Олександра фон Гумбольдта (1998—1999, 2002), член та рецензент Американського математичного товариства. З 1987 року працює викладачем механіко-математичного факультету Київського національного університету імені Тараса Шевченка, з 2003 року — на посаді професора кафедри математичної фізики.

## З життєпису
В 1983 році закінчив з відзнакою факультет математики Львівського державного університету ім. І.Франка. В 1984—1987 роках навчався в аспірантурі кафедри диференціальних рівнянь механіко-математичного факультету Московського державного університету ім. М. В. Ломоносова (науковий керівник — доктор фізико-математичних наук, професор, пізніше академік АН РАН О. А. Олійник). В 1989 році захистив кандидатську дисертацію «Деякі спектральні задачі теорії усереднення», у 2002 році — докторську дисертацію «Асимптотичні методи розв'язання крайових задач в сингулярно вироджувальних областях». В 1987—1992 роках працював на кафедрі математичного аналізу механіко-математичного факультету Київського державного університету ім. Т. Г. Шевченка. З 1992 року працює на кафедрі математичної фізики, з 2003 року — професор кафедри. В 1998—1999, 2002, 2007, 2009, 2012 роках як стипендіат фонду імені Олександра фон Гумбольдта вів наукову роботу в Штутгартському університеті (Німеччина).
Читає лекції з нормативного курсу «Комплексний аналіз», ДВВС «Простори Соболєва та узагальнені розв'язки задач математичної фізики» та спеціальних курсів «Асимптотичні методи математичної фізики», «Задачі теорії усереднення».
Наукові інтереси пов'язані з теорією усереднення, теорією збурення спектральних задач, асимптотичними методами для диференціальних задач, залежних від параметра.
Автор понад 110 наукових праць та низки навчально-методичних праць для студентів механіко-математичного факультету.

## Публікації
- U.De Maio, T.Durante and Mel'nyk T.A., Asymptotic approximationfor the solution to the Robin problem in a thick multilevel junction. Mathematical Models and Methods in Applied Sciences,15 (2005), no. 12,1897-1921.
- Mel'nyk T.A., Hausdorff convergence and asymptotic estimates of the spectrum of a perturbed operator. Zeitschrift für Analysis und ihre Anwendungen, 20 (2001), no.4, 941—957.
- Mel'nyk T.A., Vibrations of a thick periodic junction with concentrated masses. Mathematical Models and Methods in Applied Sciences, 11 (2001), no.6, 1001—1029.
- Mel'nyk T.A. and S.A. Nazarov, Asymptotic analysis of the Neumann problem in a junction of body and heavy spokes. St. Petersburg Math. Journal, 12 (2001), no.2, 317—351.
- Gryniv R.O. and Mel'nyk T.A., On the singular Rayleigh functional. Mathematical Notes, 60 (1996), no.1, pp. 97-101.

## Методичні публікації
- Т. А. Мельник Методичні вказівки до самостійної роботи із спеціального курсу «Простори Соболєва та узагальнені розв'язки задач математичної фізики» [Архівовано 4 березня 2016 у Wayback Machine.]
- Т. А. Мельник Навчальний посібник «Простори Соболєва та узагальнені розв'язки задач математичної фізики» [Архівовано 4 березня 2016 у Wayback Machine.]